# Jacques Orteig
Pour les articles homonymes, voir Orteig.
Jacques Orteig (9 février 1834, Aas - 2 janvier 1904, Eaux-Bonnes) est un pyrénéiste et guide de montagne français. Il est surnommé « l'animal des Eaux-Bonnes ».

## Biographie
Jacques Orteig naît le 8 février 1834 dans l'ancienne commune d'Aas, dans la vallée d'Ossau. En bon montagnard, il devient guide pour diverses expéditions, comme celle d'Henry Russell. En juillet 1864, il fait la première ascension nocturne du pic du Midi d'Ossau. En 1865, il fait la première ascension de la face est du pic. La même année, il escalade le pic du Balaïtous en passant par le glacier de las Néous, par un passage qu'il dévoile à Henry Russell qui l'utilise en 1870. En 1871, il fait la deuxième ascension du pic Palas, et il donne alors son nom à un passage.
Il est aussi connu pour ses exploits de marcheur : le 15 août 1871, il fait l'aller-retour d'Eaux-Bonnes au Baïlatous en 19 heures, en compagnie d'Alphonse Lequeutre, et le 22 juillet 1872, il marche pendant 18 heures d'Eaux-Bonnes à Pau en passant par le pic de Ger, le pic du Midi d'Ossau, le pic Palas et l'Arcizette. Ces exploits lui octroient une certaine renommée chez les pyrénéistes.
En 1876, il fait construire un refuge pour une vingtaine de personnes sur le plateau d'Aucupat, et meurt le 2 janvier 1904 (à 70 ans). De nombreux observateurs vantent ses capacités physiques hors du commun, sa témérité, sa modestie et son amour pour la chasse.

## Hommages
- Passage d'Orteig, pic Palas
- Brèche d'Orteig, pic du Balaïtou